# 하마고촌
하마고촌(浜郷村)은 미에현에 와타라이군에 있던 촌이다. 현재의 이세시 북동부에 해당한다.

## 역사
- 1889년 4월 1일 - 정촌제 시행에 의해 와타라이군 하마고촌이 성립하였다.
- 1943년 12월 1일 - 우지야마다시에 편입해, 동일 하마고촌은 폐지되었다.

## 교통

### 철도
- 미에교통
  - 신토선

## 참고문헌
- 角川日本地名大辞典 24 三重県